# Stanisław Niewiadomski (kompozytor)
Stanisław Karol Niewiadomski (ur. 4 listopada 1857 w Soposzynie, zm. 15 sierpnia 1936 we Lwowie) – polski kompozytor, dyrygent, krytyk muzyczny, pedagog.

## Życiorys
Był synem Tadeusza, dzierżawcy majątku Soposzyn k. Żółkwi. Ukończył szkołę realną we Lwowie. Równocześnie i później pobierał lekcje gry na fortepianie u Matyldy Żłobickiej (1836–1895), uczennicy Karola Mikulego oraz uczył się w Konserwatorium Galicyjskiego Towarzystwa Muzycznego we Lwowie pod kierunkiem Stefana Witte, Franciszka Słomkowskiego oraz Karola Mikulego, ucznia Chopina. Po udanym debiucie kompozytorskim w 1880 (kantata Akt wiary na 50-lecie wybuchu Powstania Listopadowego, za którą w 1881 otrzymał nagrodę) studiował w latach 1882–1885 w Konserwatorium Towarzystwa Przyjaciół Muzyki w Wiedniu, a następnie w Królewskim Konserwatorium Muzycznym w Lipsku. Powrócił do Lwowa, gdzie pracował jako pedagog, krytyk muzyczny w dziennikach lwowskich („Gazeta Lwowska” i „Dziennik Polski”) oraz warszawskich („Echo Muzyczne, Teatralne i Artystyczne”) oraz organizator życia muzycznego – najpierw jako korepetytor w Teatrze Skarbkowskim, następnie dyrektor artystyczny opery i operetki. W 1887 został profesorem Konserwatorium Galicyjskiego Towarzystwa Muzycznego we Lwowie (wykłady teorii muzyki, harmonii, historii muzyki, klasa śpiewu chóralnego). W konserwatorium pracował do 1918.
Lata I wojny światowej spędził w Wiedniu, kierując filią konserwatorium lwowskiego zorganizowaną dla uchodźców. W 1918 powrócił do Lwowa i objął stanowisko kierownika opery w Teatrze Miejskim. W 1919 przeniósł się na stałe do Warszawy. W Państwowym Konserwatorium Muzycznym uczył estetyki, historii muzyki i instrumentoznawstwa (do 1927). W 1924 założył Stowarzyszenie Pisarzy i Krytyków Muzycznych. Kontynuował również działalność publicystyczną (recenzje i felietony w Rzeczypospolitej, Warszawiance, Dniu Polskim, Kurierze Polskim, Muzyce, Gazecie Porannej, Lwowskich Wiadomościach Muzycznych i Literackich, lwowskim Wieku Nowym, poznańskim Przeglądzie Muzycznym, przemyskiej Orkiestrze oraz katowickim Śpiewaku. Wygłaszał prelekcje i odczyty w radiu oraz w filharmonii i operze. Był laureatem Nagrody Muzycznej m.st. Warszawy.

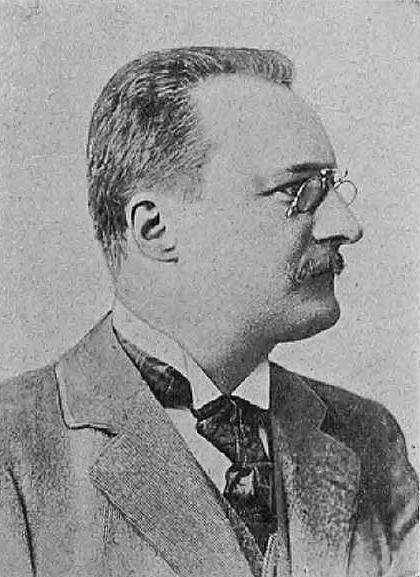
Stanisław Niewiadomski (przed 1901).

Zmarł w sanatorium „Salus” we Lwowie. Pochowany w Alei Zasłużonych Cmentarza Łyczakowskiego we Lwowie.

## Ordery i odznaczenia
- Krzyż Oficerski Orderu Odrodzenia Polski (7 listopada 1925)[7][8]
- Kawaler Orderu Franciszka Józefa (Austro-Węgry, 1908)[9]
- Order Gwiazdy Polarnej (Szwecja, 1933)[8]

## Wybrane kompozycje
(na podstawie materiałów źródłowych  )

### Utwory orkiestrowe i kameralne
- symfonia a-moll (w rękopisie)
- symfonia B-dur (w rękopisie)
- 4 uwertury oraz fantazje na tematy pieśni na orkiestrę (w rękopisie)
- kwartet smyczkowy d-moll (w rękopisie)

### Utwory fortepianowe
- 3 utwory (Menuet, Barcarolle, Valse) op. 12, (1893)
- 2 utwory (Romanze, Valse-Caprice) op. 16, (1895)
- Deux Mazureks op. 26, (1901)Grób Stanisława Niewiadomskiego na cmentarzu Łyczakowskim
- Liebesfeste op. 27, (1901)
- 4 Charakterstücke op. 28, (1901)
- Quatre morceaux op. 30, (1901)

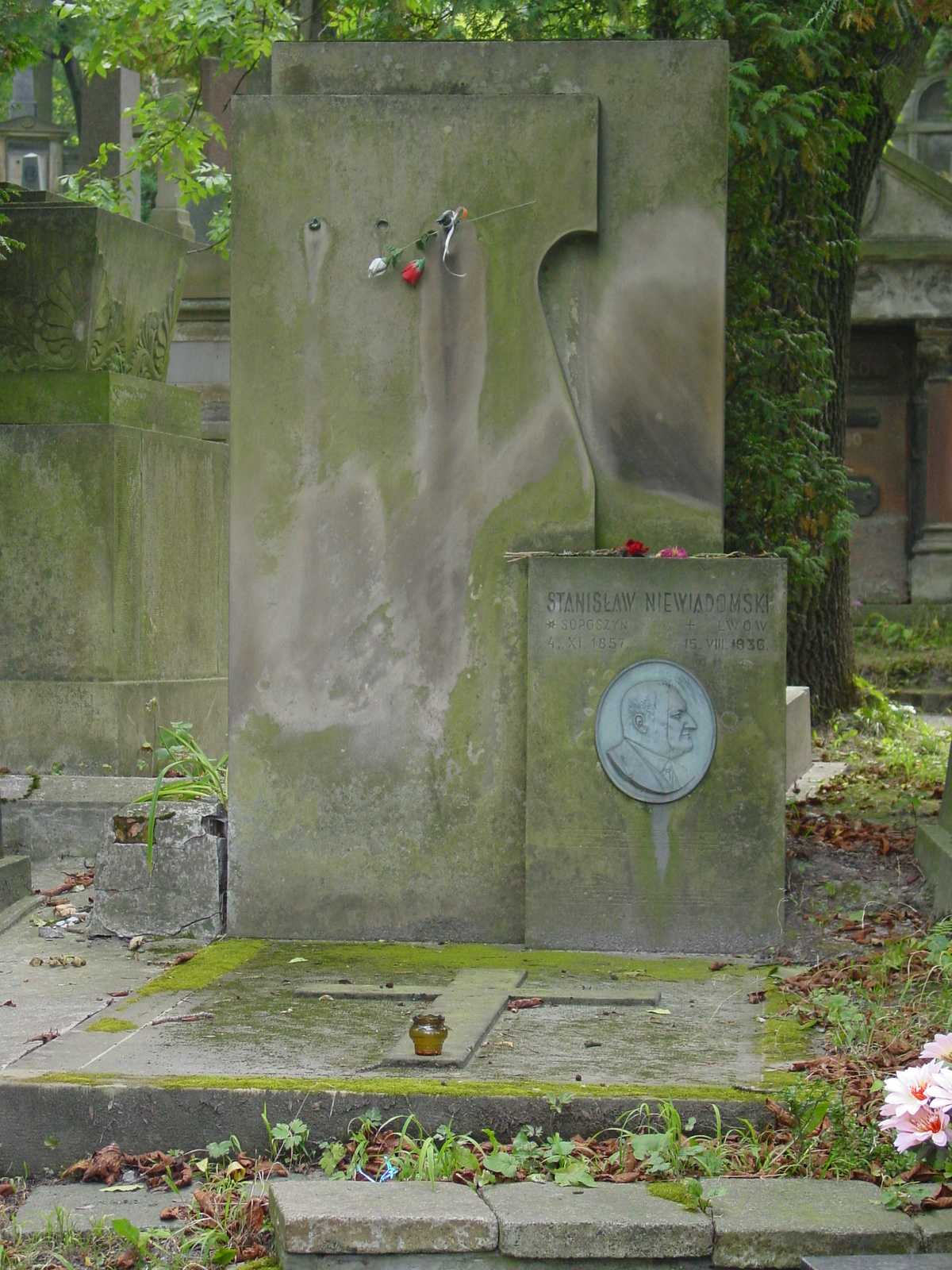
Grób Stanisława Niewiadomskiego na cmentarzu Łyczakowskim

- Polonaise et Krakowiak op. 31, (1901)
- 6 Morceaux mélodiques op. 34, (1902)
- Trois danses polonaises, (1927)
- Thème et variations d-moll, (1928)

### Utwory wokalne a cappella
- 3 pieśni op. 5, słowa Adam Asnyk (ok. 1888)
- Grób wikinga op. 22, słowa Or-Ot (ok. 1897)
- Zaszumiał las op. 32, słowa Maria Konopnicka (ok. 1885)
- Górskie dzwony op. 32, słowa Maria Konopnicka (przed 1907)
- Siostrzane dole op. 32, słowa anonimowe (przed 1907)
- Siedzi ptaszek na drzewie op. 32, słowa Adam Asnyk (przed 1907)
- Ave Caesar op. 35, słowa Maria Konopnicka
- Hymn polskiej młodzieży, słowa kompozytor (wyd. 1936)
- Powitanie pieśni, (wyd. 1936)
- Hasło młodzieży seminaryjnej, (wyd. 1936)

### Utwory wokalno-instrumentalne
- kantaty
  - Akt wiary, kantata na bas, chór męski i orkiestrę, słowa Kornel Ujejski, (wyk. 1880)
  - Pod kolumną wieszcza op. 25, kantata na chór męski i instrumenty dęte lub chór męski a cappella, słowa Kazimierz Przerwa-Tetmajer, (1898)
  - Kantata na cześć Marii Konopnickiej „Pieśń hołdu” na głosy solowe, chór mieszany i orkiestrę, słowa Anna Neumanowa, (wyk. 1902)
  - Modlitwa wiosenna na chór mieszany, fortepian lub orkiestrę, słowa Maria Konopnicka, (wyk. 1889)
  - Serenada ku uczczeniu Najjaśniejszego Cesarza i Króla Franciszka Józefa I na chór męski i orkiestrę, słowa Stanisław Rossowski, (wyk. 1894)
  - Na Podegrodziu na bas, chór męski, fortepian lub orkiestrę, słowa Stanisław Wyspiański, (ok. 1910)
- pieśni solowe z fortepianem
  - 3 piosnki op. 1, słowa Emanuel Geibel, (1873)
  - 2 pieśni op. 4, słowa Adam Asnyk, (1888)
  - Pieśni i piosnki op. 4, słowa Adam Asnyk, (1888)
  - Piosnka z ogródka, słowa Stanisław Rossowski, (przed 1896)
  - 2 pieśni op. 6, słowa Maria Konopnicka (1889)
  - Z wiosennych tchnień, słowa Marian Gawalewicz (ok. 1893)
  - Jaśkowa dola, słowa Maria Konopnicka (1894–1898)
  - Swaty op. 14, słowa Maria Konopnicka (1895)
  - Trois melodiés op. 17, słowa różni autorzy, tłum. I Lisowski, (wyd. 1891)
  - Kurhanek Maryli, słowa Adam Mickiewicz, (1897–1907)
  - Astry op. 40, słowa Adam Asnyk, (wyd. ok. 1925)
  - Dwa dialogi, słowa Stanisław Wyspiański, (przed 1909)
  - Chansons d’avril op. 46, słowa różni autorzy, (przed 1917)
  - Słonko op. 49, słowa Adam Asnyk, (wyd. 1920)
  - Maki op. 50, słowa Kornel Makuszyński, (ok. 1916–1918)
  - 4 pieśni, słowa Adam Asnyk, (wyd. 1890)
  - Humoreski, słowa różni autorzy, (wyd. ok. 1927)
  - Dwa hymny (Rota, sł. Maria Konopnicka i Hymn do zgody, sł. Jan Kochanowski, (1927)